# Лалаянц, Аркадий Макарович
Аркадий Макарович Лалаянц (13 июля 1910 — 23 сентября 1993, город Москва) — советский деятель, горный инженер, заместитель председателя Госплана Украинской ССР и СССР. Депутат Верховного Совета УССР 5-6-го созывов. Член Ревизионной Комиссии КПУ в 1960—1966 г.

## Биография
Трудовую деятельность начал студентом-практикантом артемовских рудников на Дальнем Востоке РСФСР.
В 1932 году окончил Дальневосточный политехнический институт.
С 1932 года работал начальником участка шахты № 3 Артемовского рудоуправления, управляющим треста «Артемуголь», начальником комбината «Приморскуголь» Приморского края РСФСР.
Член ВКП(б) с 1941 года.
В 1944—1947 г. — главный инженер комбината «Ростовуголь» Ростовской области РСФСР.
В 1947—1948 г. — заместитель министра угольной промышленности западных районов СССР.
В 1951—1957 г. — заместитель министра угольной промышленности СССР.
17 июля 1957 — 14 апреля 1961 г. — заместитель председателя Госплана УССР — министр Украинской ССР. 14 апреля 1961 — середина 60-х годов — заместитель председателя Государственной плановой комиссии СМ Украинской ССР.
В середине 60-х — начале 80-х годов — заместитель председателя Государственной плановой комиссии СМ СССР.
Потом — на пенсии в Москве. Похоронен на Новодевичьем кладбище в Москве.

## Награды
- три ордена Ленина (в том числе 14.04.1942; 11.07.1980)
- орден Октябрьской Революции (1976)
- четыре ордена Трудового Красного Знамени (в том числе 20.10.1943, 26.04.1957)
- орден Знак Почета
- медаль «За трудовую доблесть» (17.02.1939)
- медали